# Ленинград, история, люди
Ленинград, история, люди — молодёжная республиканская выставка проходившая в июне 1988 года в Выставочном зале Союза художников России на Охте (Ленинград).

## Выставка
Отбор работ и формирование экспозиции были организованы молодёжной комиссией ЛОСХ. Основным куратором выступил живописец Рашид Доминов. По его словам: многие молодые художники ещё продолжают изготовлять "произведения" полные штампов, псевдолирики и бесшабашного оптимизма. Конечно, они есть и на этой выставке, но уже не в роли лидирующих, а для сопоставления с тем новым, что составило ядро этой экспозиции.
В экспозиции были представлены произведения, выполненные во всех основных видах изобразительного искусства: живопись, скульптура, графика, плакат, дпи, театр.
Общее количество участников выставки составило 324 молодых художника. В значительном числе — художники уже хорошо заметные и ярко проявившие себя в последующие десятилетия: Ян Антонышев, Сергей Бакин, Александр Быстров, Юлия Вальцефер, Светлана Ведерникова, Андрей Ветрогонский, Михаил Гавричков, Игорь Ганзенко, Михаил Едомский, Лев Дутов, Латиф Казбеков, Михаил Карасик, Владимир Качальский, Павел Кашин, Владимир Козин, Гафур Мендагалиев, Артур Молев, Алексей Парыгин, Виктор Пермяков, Александр Позин, Виктор Ремишевский, Владимир Румянцев, Евгений Свердлов, Марина Спивак, Александр Ступак, Иван Тарасюк, Александр Флоренский и другие.
К открытию выставки методом ручной шелкографии был отпечатан тираж буклетов и афиш.
Выставка имела определённый резонанс, в местной и центральной прессе был опубликован ряд статей и газетных заметок; в том числе в начале сентябре 1988 года большую развёрнутую рецензию на выставку «Ленинград, история, люди» опубликовала центральная Правда.
В полосной статье, с названием  «Что значит быть современным? Ответ на этот вопрос ищут молодые художники» известный московский историк кусства и художественный критик Александр Каменский, на материале сопоставления двух выставок — ленинградской и московской, анализирует положение и тенденции в современном советском искусстве. Московская выставка с названием  «Лабиринт», проходила примерно в то же время, в Московском дворце молодёжи.
Каменский пишет, что эти выставки характерны для времени и значимы тем, что отражают настроения и увлечения представителей недавно сложившегося поколения советского изобразительного искусства. Очевидная новизна художественных решений объединяет обе экспозиции, при этом они заметно различаются по характеру. Ленинградская утверждает необычное восприятие жизни, но по строю изобразительной формы целиком идёт от известных фигуративно-предметных традиций, при этом обновлённых и видоизменённых. В московской же преобладает экспериментальные системы повествования ассоциативного свойства.
Далее Каменский пишет: картины молодых ленинградцев чаще всего не затрагивают событийного плана. Это переживания и размышления психологического свойства, контакты с природой, особое чувство жизни. И вот с ним-то и связываются новые качества, художественно философские и стилевые. Изменяется само назначение сюжета — его создаёт не действие, а взаимодействие мельчайших примет ежедневного тока жизни.
На некоторых художниках ленинградской выставки и их работах автор обращает внимание отдельно, отмечая: «Ворота» В. Пахомкина, «Ночной Невский» А. Парыгина, «Пожар» В. Пермякова, «Натюрморт с засохшей розой» С. Шустера, «Рыбы» В. Блинова, «Коридор» П. Татарникова, «Урок этнографии» Н. Мокиной.
Сопоставляя московскую экспозицию проекта «Лабиринт» с ленинградской выставкой, Каменский пишет про: Д. Пригова, А. Юликова, Н. Вологжанина, О. Астафьеву, С. Гундлаха, Е. Дыбского, В. Ткаченко, Г. Василькова, Г. Гущина, А. Гросицкого, М. Лобазова, Айдан Салахову, С. Мироненко, С. Файбисовича, А. Бровина, Л. Пурыгина, А. Захарова.